# Destinada
Destinada o destinadas es el nombre que recibieron las mujeres paraguayas que tenían esposos o familiares considerados traidores, ya sea por algún acto de traición, por ser opositor del gobierno de López o por estar en el ejército aliado durante el período de la Guerra de la Triple Alianza, desde 1864 hasta 1870.

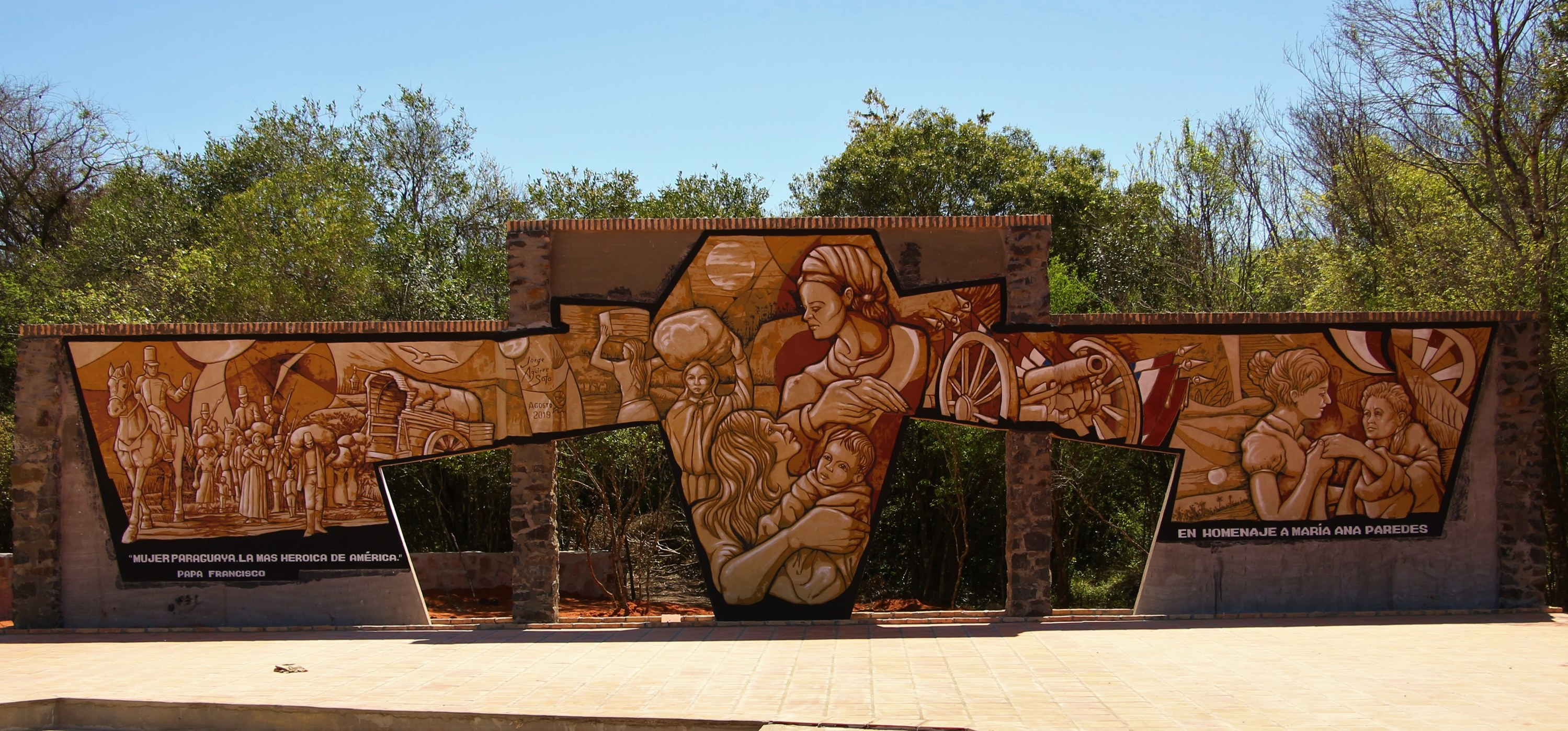
Monumento a las destinadas en el Parque Isla Paková, Yhú, Departamento de Caaguazú.

Estas mujeres fueron apartadas de las demás y obligadas a vivir en las afueras de los poblados. No se les daba agua ni comida, ellas mismas debían buscar la manera de subsistir por su cuenta, generalmente trabajando la tierra, cazando o recolectando, eran prácticamente "prisioneras al aire libre" y eran escoltadas por guardias que eran soldados del ejército paraguayo. 
Durante la guerra algunas de ellas a fueron perdonadas y pasaron a ser residentas, mientras que otras fueron ajusticiadas por el gobierno de López. También hubo casos de mujeres que eran residentas, pero por algún motivo terminaron siendo destinadas. Según estimaciones modernas, se calcula que llegaron a haber más de 2.000 mujeres destinadas. Esto debido a que se sabe que uno de sus últimos campamentos fue en la zona de Yhú en el actual Departamento de Caaguazú y que superaban por mucha cantidad a la escasa población de la zona, que rondaba los 200 habitantes aproximadamente. También dentro del grupo, había algunos pocos hombres "destinados", que eran en su mayoría ancianos y niños.

## Éxodo
El primer campamento de las destinadas estaba frente a la Fortaleza de Humaitá, luego con el avance de la guerra fueron trasladadas a Piribebuy, luego a la zona de Yhú, donde estuvieron por 8 meses, luego a Curuguaty, donde se reunieron con el ejército principal de López y con las residentas. Su último campamento importante fue en Villa Ygatími, donde se quedaron a trabajar la tierra para su subsistencia, luego las destinadas fueron obligadas a marchar hacia Ñandurocai (actual Ypejhú) y cruzaron la cordillera del Mbaracayú hasta una zona conocida como Espadín (actual Paranhos, del lado brasileño). Mientras que las mujeres residentas siguieron otro camino con los restos del ejército paraguayo pasando por Panadero (actual Karapaí), luego cruzaron la cordillera del Amambay hasta Punta Porâ (del lado brasileño), y luego volvieron a cruzar la cordillera al lado paraguayo hasta llegar finalmente a Cerro Corá.  

### Fin del cautiverio
El cautiverio de las mujeres destinadas acabó finalmente el 22 de diciembre de 1869, cuando el coronel brasileño Antonio José de Moura salió de Villa Ygatimí con unos 50 jinetes rumbo a Espadín, para rescatar a su hermana que se hallaba como destinada junto a sus dos hijas. 
Estas mujeres fueron liberadas por el ejército brasileño sin mucha resistencia, ya que solo encontraron 4 jóvenes guardias paraguayos que custodiaban a las mujeres. 
Luego de todo esto la mayoría de ellas fueron trasladadas a Asunción y posteriormente lograron regresar a sus hogares, aunque se encontraron con un país en ruinas y sumido en la miseria, por lo que junto con las residentas se encargaron de la reconstrucción del país durante la posguerra.
Aunque también se conoce que algunas destinadas fueron raptadas por indígenas guaraníes de la zona de Villa Ygatími y se quedaron a vivir en los bosques de la zona formando familias con ellos, en la mayoría de los casos de manera forzada.

### Cantidad
Se estima que eran unas 2021 mujeres, acompañadas por algunos pocos ancianos y niños, en el trayecto de Piribebuy a Yhú (unos 150 km) perecieron unas 100 mujeres por hambre, enfermedades y las malas condiciones de vida. Y para el final de su éxodo en Espadín (actual Paranhos, Brasil) ya solo quedaban unas 1200 mujeres destinadas con vida y en unas condiciones deplorables.

## Nombres de destinadas conocidas
Entre las destinadas más conocidas se encontraban:
- Dolores Urdapilleta Carísimo viuda de Jovellanos (fue esposa del juez Bernardo Jovellanos, que no quiso colaborar con López, por lo que fue fusilado, posteriormente esta señora sería la madre del reconocido periodista e historiador Juan E. O'Leary)[4][5]
- Madame Dorotea Dupratt de Laserre (francesa que luego dejó testimonio escrito al respecto)[6][7][8]
- Concepción Domecq de Decoud (esposa del coronel Juan Francisco Decoud y madre de Juan José y José Segundo Decoud)
- Encarnación Bedoya
- Susana Goiburú y Dolores Goiburú (ambas hijas del coronel Matías Goiburú)
- Bernarda Barrios de Marcó (esposa del coronel Hilario Marcó, acusado de conspiración)
- Consolación Barrios, Prudencia Barrios, Josefa Barrios, Rosario Barrios y Olivia Barrios (todas familiares de Bernarda Barrios, que fueron también acusadas de conspiración)
- Juliana Insfrán de Martínez (dama de la alta sociedad paraguaya y esposa del coronel Francisco Martínez, último comandante de la fortaleza de Humaitá, quien se rindió en agosto de 1868 en isla Po'i, al rendirse fue recibido con un abrazo y admiración por parte del comandante argentino, esto fue visto como un gesto de traición por López, por lo que Juliana fue apresada, llevada a Villeta y juzgada en San Fernando, donde fue torturada un tiempo, hasta que finalmente fue fusilada en Potrero Mármol el 21 de diciembre de 1868)[9][10][11]
- Margarita Barrios viuda de Valdovinos y su hija Encarnación (hermana y sobrina del General Vicente Barrios, quien fue anteriormente fusilado)
- María Ana Pereira de Palacios y sus hijas (madre y hermanas del Obispo Manuel Antonio Palacios, líder de la Iglesia católica de Paraguay, quien fue fusilado en Potrero Mármol)[12]
- María del Carmen Gill viuda de Cordal y su hija Silvia Cordal (quien dejaría escritos al respecto, que luego se utilizarían como base para varias obras que se publicaron al respecto sobre las destinadas, el presidente Santiago Peña es uno de sus descendientes)[13][14][15]
- Francisca Garmendia Duarte (conocida como "Pancha Garmendia", de quien López llegó a estar enamorado en su juventud, en el último año de la guerra fue acusada de conspiración y ejecutada en Curuguaty)[16][17][18][19]

#### Las "5 mujeres cautivas de Corrientes"
- Victoria Bart de Ceballos (la más anciana de este grupo, quien luego dejaría testimonio escrito sobre su experiencia)
- Encarnación Atienza
- Carmen Ferré Atienza
- Jacoba Plaza
- Toribia de los Santos (la única que falleció debido al cólera)[20][21]

#### Hombres destinados conocidos
- Francisco Palacios (fue padre del obispo Manuel Antonio Palacios y falleció ya anciano en Yhú)[22]